# Betty Callaway
Betty Daphne Callaway-Fittall, geborene Roberts, MBE (* 22. März 1928 in Reading, Berkshire; † 27. Juni 2011 in Beaconsville, Buckinghamshire) war eine britische Eistanztrainerin. Sie betreute das britische Paar Jayne Torvill und Christopher Dean bei dessen Olympiasieg in Sarajevo 1984.

## Frühe Jahre
Betty Roberts wuchs als Tochter von Elizabeth und William Roberts in London auf und ging auf eine Klosterschule. Ihr Traum, einmal Ballerina zu werden, endete im Alter von 16 Jahren, als die Royal Ballet School sie als zu groß befand und daher ablehnte. Nach einem Besuch der Queens-Eisbahn in Bayswater wandte sie sich dem Eiskunstlaufsport zu und wurde bald schon Teil der Eisshow im Blackpool Pleasure Beach. Sie gab ihre Schulausbildung auf und widmete sich ganz dem Eislaufen. In Blackpool lernte sie den Hauptläufer der Show, Roy Callaway, kennen; die beiden wurden ein Paar und heirateten 1949.
Zusammen mit ihrem Mann verließ Betty Callaway, wie sie nun hieß, die Showeisfläche in Blackpool und wurde stattdessen Eislauftrainerin an der Richmond Ice Rink, einer Eislaufbahn in Surrey. Während der 17 Jahre, die sie dort verbrachte, trainierte sie unter anderem Prinz Charles, der sechs oder sieben Wochen bei ihr Unterricht nahm, sowie Prinzessin Anne, die drei Winter lang bei ihr trainierte.

## Internationale Erfolgstrainerin
Callaway spezialisierte ihre Trainertätigkeit auf die Disziplin Eistanz und konnte in den 1960er Jahren auch erste sportliche Erfolge als Coach feiern. Der Durchbruch gelang mit dem Paar Yvonne Suddick und Roger Kennerson, das unter ihrer Betreuung insgesamt zweimal britischer Vizemeister wurde. Zudem gewannen sie bei den Europameisterschaften 1984 und 1965 jeweils Bronze und 1966 sogar die Silbermedaille.
1968 wurde Callaway als erste Frau zur Nationaltrainerin der Bundesrepublik Deutschland berufen. In dieser Funktion betreute sie das Geschwisterpaar Erich und Angelika Buck, welches sie im Zeitraum von 1970 bis 1973 zu jeweils 4 Medaillen bei Welt- und Europameisterschaften führte. Der Höhepunkt war hierbei der Gewinn der Goldmedaille bei den Eiskunstlauf-Europameisterschaften 1972 in Göteborg. Der Sieg dort bedeutete gleichzeitig die einzige Niederlage des dominierenden Eistanzpaares der Zeit, Ljudmila Pachomowa und Alexander Gorschkow aus der Sowjetunion, im Zeitraum von 1970 bis 1976.
Im Anschluss übernahm Callaway die Betreuung des ungarischen Paares Krisztina Regőczy und András Sallay, mit dem sie von 1977 bis 1980 mehrere Medaillen bei Welt- und Europameisterschaften erringen konnte. Das erfolgreichste Jahr war hierbei 1980, in dem der WM-Titel sowie eine Silbermedaille bei den Olympischen Winterspielen in Lake Placid erzielt werden konnten.
Zusätzlich zum ungarischen Team übernahm Callaway ab 1978 als Nachfolgerin von Janet Sawbridge die Briten Jayne Torvill und Christopher Dean als Trainerin. Unter Callaway verbesserte sich das Paar von Saison zu Saison. Angefangen mit einem elften Platz bei den Weltmeisterschaften 1978 konnte bei den Olympischen Spielen zwei Jahre später bereits ein fünfter Rang errungen werden. Von 1981 bis 1984 schließlich blieben die beiden ungeschlagen und konnten insgesamt drei Europa- und vier Weltmeisterschaften für sich entscheiden.
Den größten Triumph stellte aber wohl der Gewinn der olympischen Goldmedaille von Sarajevo 1984 dar. In ihrer Kür zu Boléro von Maurice Ravel erreichten sie in der B-Note, die den künstlerischen Ausdruck bewertet, von allen neun Wertungsrichtern die damalige Höchstnote 6,0. Im Anschluss an diesen Sieg wechselten Torvill und Dean ins Profilager und Callaway zog sich als deren Trainerin zurück.
In der Folge betreute Callaway die Britin Marika Humphreys, die sie mit wechselnden Partnern (Justin Lanning, Philip Askew und Vitaliy Baranov) zu insgesamt fünf Britischen Meistertiteln führte. Schließlich betreute sie noch einmal Torvill und Dean bei deren olympischen Comeback in Lillehammer 1994, wo die beiden eine weitere Bronzemedaille gewannen.

## Späte Jahre
Für ihre Verdienste als Trainerin wurde Callaway 1984 der Order of the British Empire verliehen.
Von ihrem Mann Ray Callaway hatte sie sich 1975 scheiden lassen und war von 1978 bis zu dessen Tod 1988 mit dem Piloten William Fittall verheiratet. Im Anschluss kam sie wieder mit Ray zusammen und heiratete ihn 2003 erneut. Diese Ehe hielt nun bis zu ihrem Tod 2011. Ray Callaway starb 2014 im Alter von 96 Jahren.
Zu ihren Hobbys zählten Wasserski fahren, Musik und die Gartenarbeit.